# La Chaîne de flammes
La Chaîne de flammes (titre original : Chainfire) est le neuvième roman du cycle de L'Épée de vérité de Terry Goodkind. Publié en version originale en 2005, il est sorti en France le 18 juin 2009.

## L'histoire
Après avoir été gravement blessé durant une attaque surprise des suppôts de l'Empereur, Richard Rahl se réveille pour découvrir que sa bien-aimée, Kahlan, a disparu. À sa grande surprise, il est le seul à se rappeler la femme qu'il essaye frénétiquement de retrouver. Pire encore, pas même ses plus proches amis ne croient qu'elle existe vraiment, ni même qu'ils étaient mariés, et doutent de sa santé mentale.

Plus seul que jamais, Richard doit retrouver la femme qu'il aime plus que la vie elle-même... si elle est encore vivante.

Si elle est vraiment réelle.

## La neuvième leçon du Sorcier
Une contradiction ne peut exister, ni en partie, ni en entier.